# آوالوک
آوالوک (انگلیسی: Avaloq) شرکت خدمات مالی و بانکداری سوئیسی است، که در سال ۱۹۸۵ تأسیس شد.